# Rafael Fuentes Boettiger
Rafael Fuentes Boettiger fue un diplomático mexicano, así como padre del escritor Carlos Fuentes. Nació en Veracruz. Fuentes Boettiger fue embajador de México en Holanda; embajador extraordinario y plenipotenciario de México ante el gobierno de Italia; embajador de México en Panamá y Portugal. Además, fue director de protocolo de la Secretaría de Relaciones Exteriores; secretario del embajador mexicano en Brasil, secretario del Departamento del Distrito Federal, y consejero de la Embajada de México en Estados Unidos, Ecuador y Uruguay. 